# Şaziye İvegin
Şaziye İvegin, née le 8 février 1982 à Adana, en Turquie, est une joueuse turque de basket-ball. Elle évolue au poste d'ailière.

## Palmarès
- Finaliste du championnat d'Europe 2011
- Médaille de bronze au championnat d'Europe 2013 en France
- Vainqueur de l'Eurocoupe Eurocoupe 2009
- Championne de Turquie 2001, 2004, 2006, 2007, 2011
- Vainqueur de la Turkish Presidents Cup 2002, 2003, 2004, 2005, 2007, 2010
- Vainqueur de la coupe de Turquie 2002, 2003, 2004, 2005, 2006, 2007, 2013[2]